# بوفيليو
بوفيليو (بالإيطالية: Poviglio)‏ هي بلدية في مقاطعة ريدجو إميليا في إقليم إميليا رومانيا الإيطالي.

## السكان
في سنة 1861 بلغ عدد السكان 5٬546 نسمة، وتطور العدد ليصل في سنة 2011 لـ 7٬045 نسمة.
يظهر هذا المخطط البياني تطور النمو السكاني لـ بوفيليو